# Нова Гребля (Уманський район)
Нова́ Гре́бля — село в Україні, у Буцькій селищній громаді Уманського району Черкаської області. Розташоване на обох берегах річки Гірський Тікич (притока Тікичу) за 28 км на південний схід від міста Жашків. Населення становить 714 осіб (станом на 2009 р.).

## Історія
Територія села була заселена людьми з дуже давніх часів. Про час виникнення села Нова Гребля документальних відомостей немає, також невідомо точно про походження назви села. Хоча, згідно з легендою, люди, які заселяли цю місцевість, з метою осушення боліт змушені були постійно перегороджувати річку греблею для відведення води. А з часом, коли на правому березі річки Гірський Тікич висохло болото, люди почали переселятися вниз, зробивши знову греблю, яку назвали Новою.
У Польському географічному словнику за 1880 рік сказано, що в селі було 993 жителів православних, 18 католиків і 19 євреїв.
За відомостями 1900 року, у Новій Греблі було 1 874 десятини землі, яка поділялася так: поміщицька — 876 десятин, селянська — 876 десятин, церковна 122 десятин.
Носіями культури на селі був піп і дяк. У селі жив піп Сава Богданович, який мав великий авторитет у вищих чинів, був депутатом Державної думи.
У 1920 році в Новій Греблі була утворена сільська рада. У 1930 році, під час примусової колективізації, у селі було створено колгосп «Шлях до соціалізму», який очолив Бортник Евтух. У 1933 році відкрито семирічну школу, директором якої був Козак, та інтернат, яким завідував Гаврилах Касьян. Було побудовано клуб, який став центром культури на селі. У ньому працювали гуртки художньої самодіяльності, був духовий оркестр. У 1937 році колгосп досяг особливо високих урожаїв, а колгоспниця Пишінська Христя Варфоломіївна була учасником ВДНГ СРСР, їй була вручена премія.
Село постраждало внаслідок геноциду українського народу, проведеного окупаційним урядом СРСР 1932—1933 та 1946–1947 роках.
На фронтах радянсько-німецької війни загинуло 120 жителів села. З них багато було нагороджено орденами та медалями посмертно.

## Сучасність
У селі відкрито краєзнавчий музей, побудовано 2 кілометри доріг з твердим покриттям, завершується будівництво адміністративного будинку, сільської ради та меморіалу Слави. На території села функціонують загальноосвітня школа I—III ступенів, фельдшерсько-акушерський пункт, дитсадок, будинок культури, бібліотека, краєзнавчий музей, ПСП «Аскольд-Агро».
У 2004 році Новогребельська сільська рада зайняла 1-е місце у щорічному районному конкурсі «Найкраща сільська рада».

## Відомі люди
У селі проживає І. Д. Худолій, який нагороджений двома орденами Червоного Прапора, орденами Олександра Невського, Червоної Зірки, представлявся до звання Героя Радянського Союзу.

## Галерея

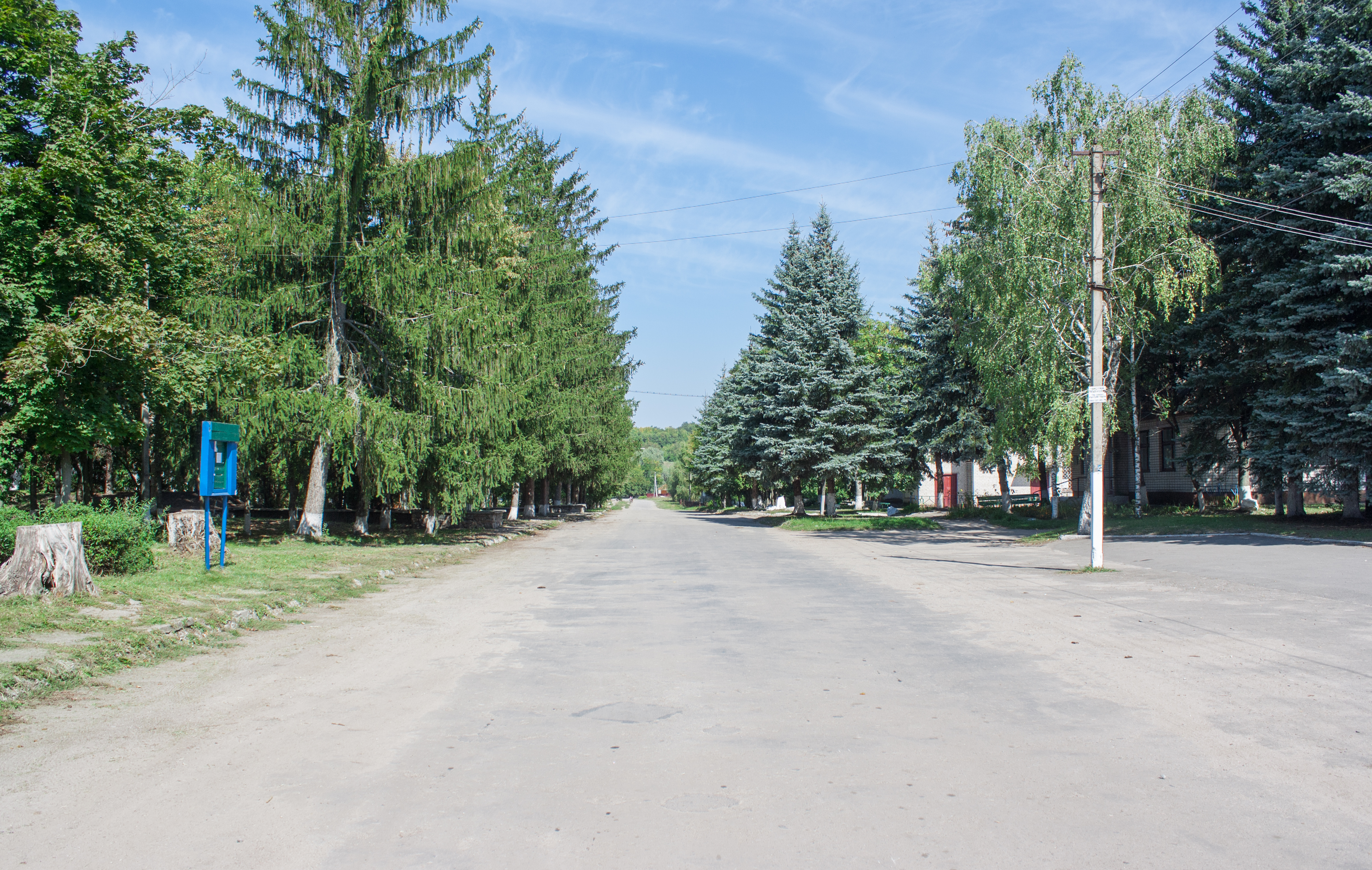
Центр села
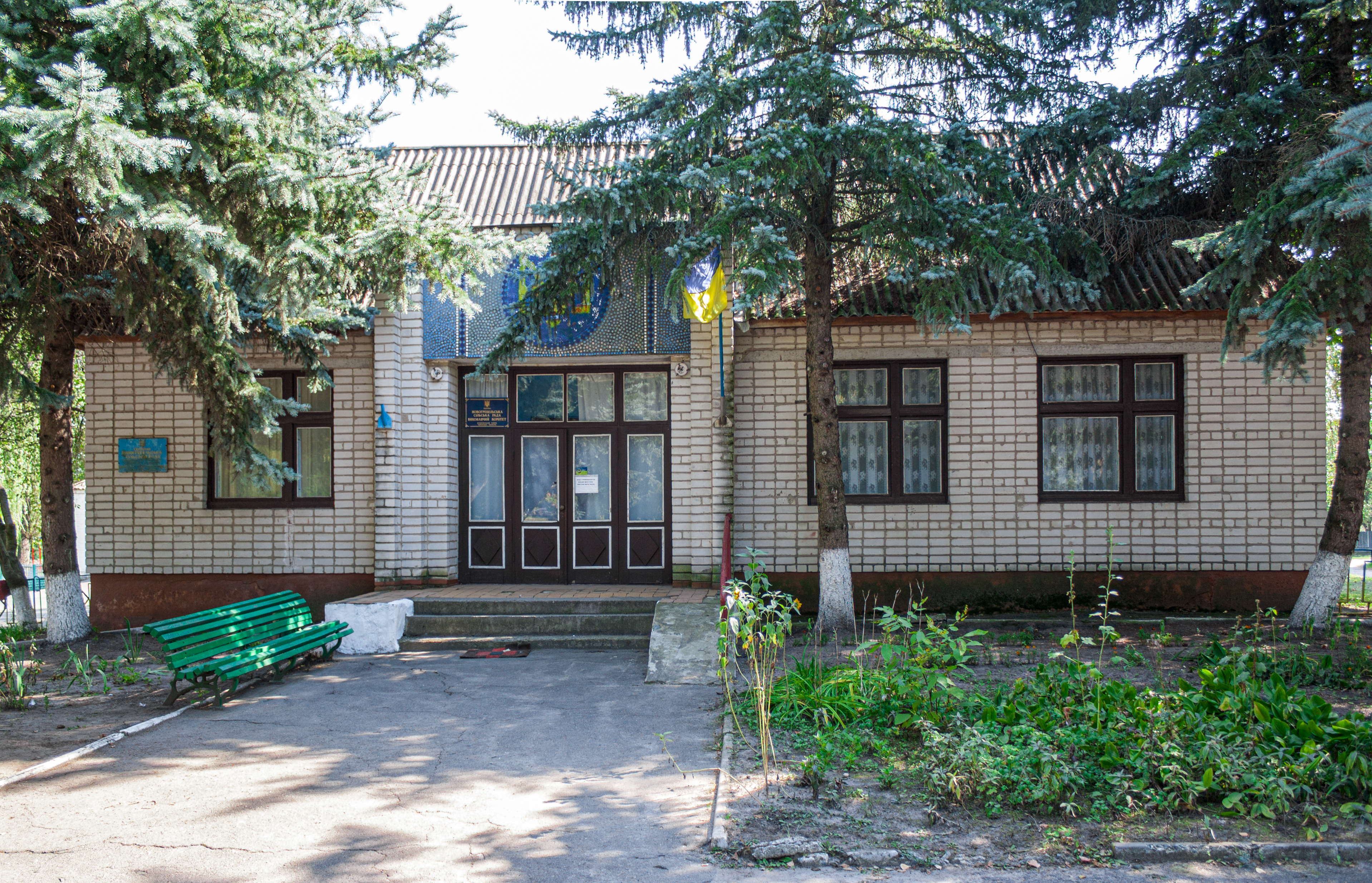
Сільська рада
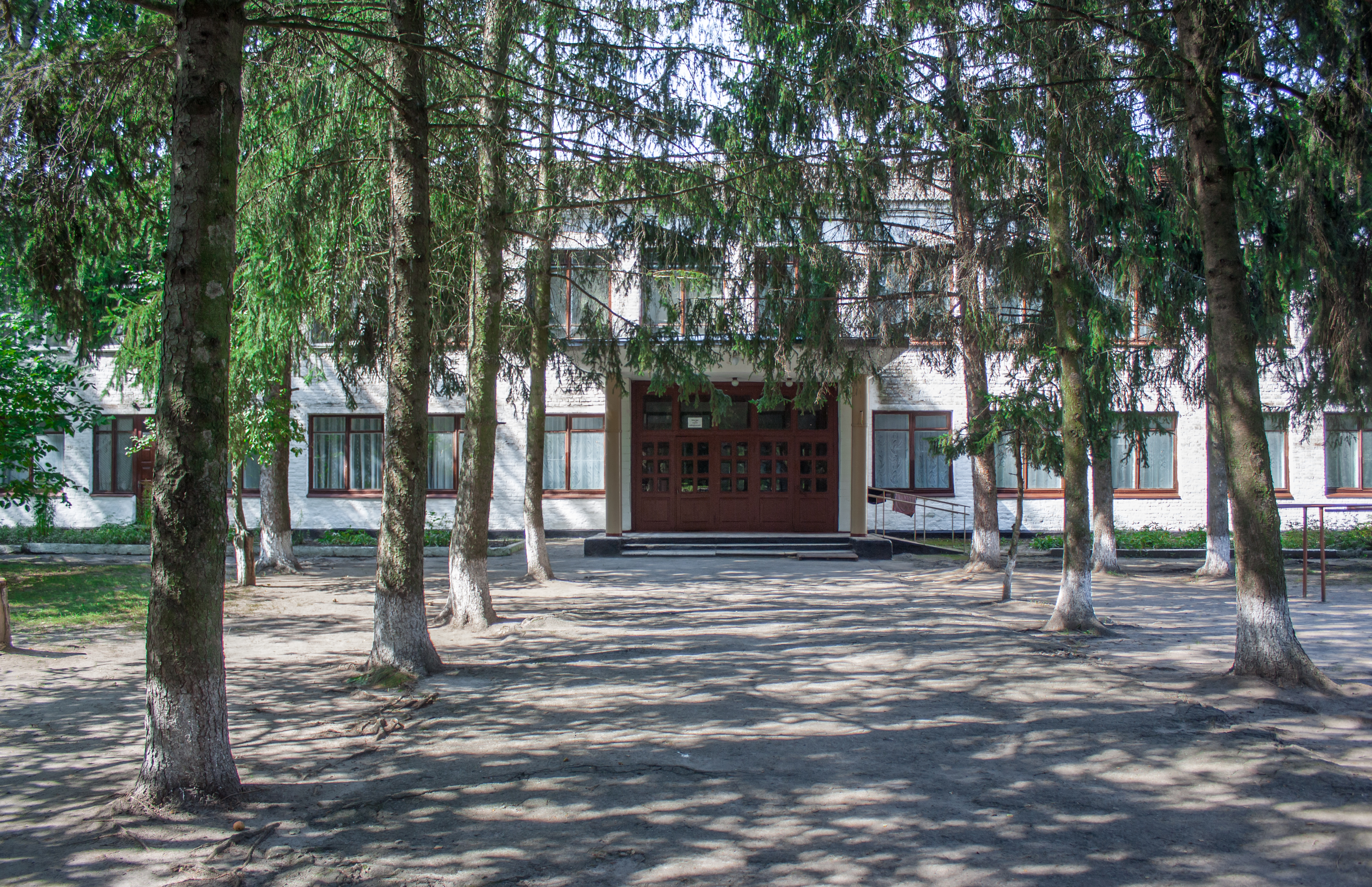
Школа
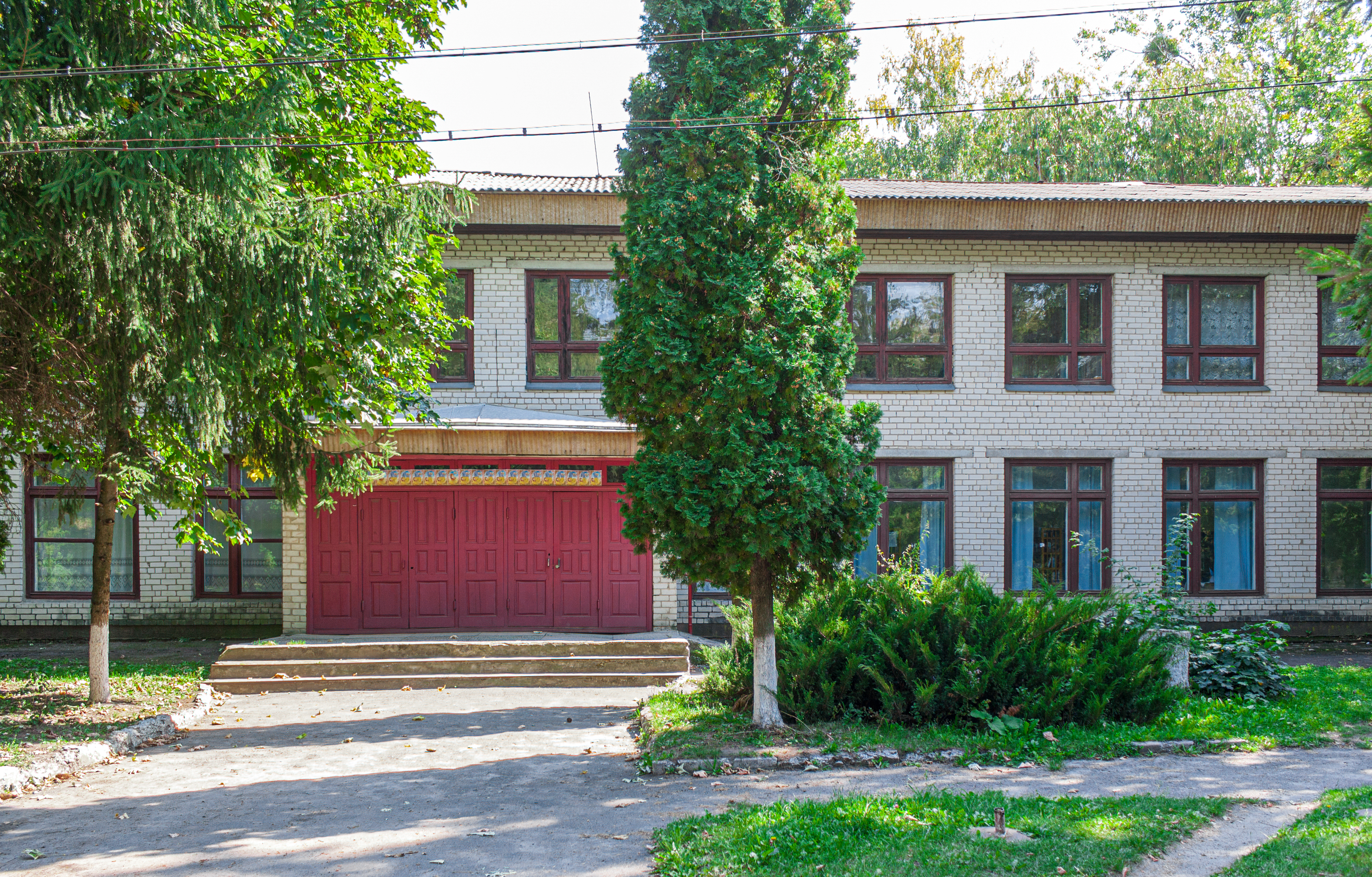
Будинок культури
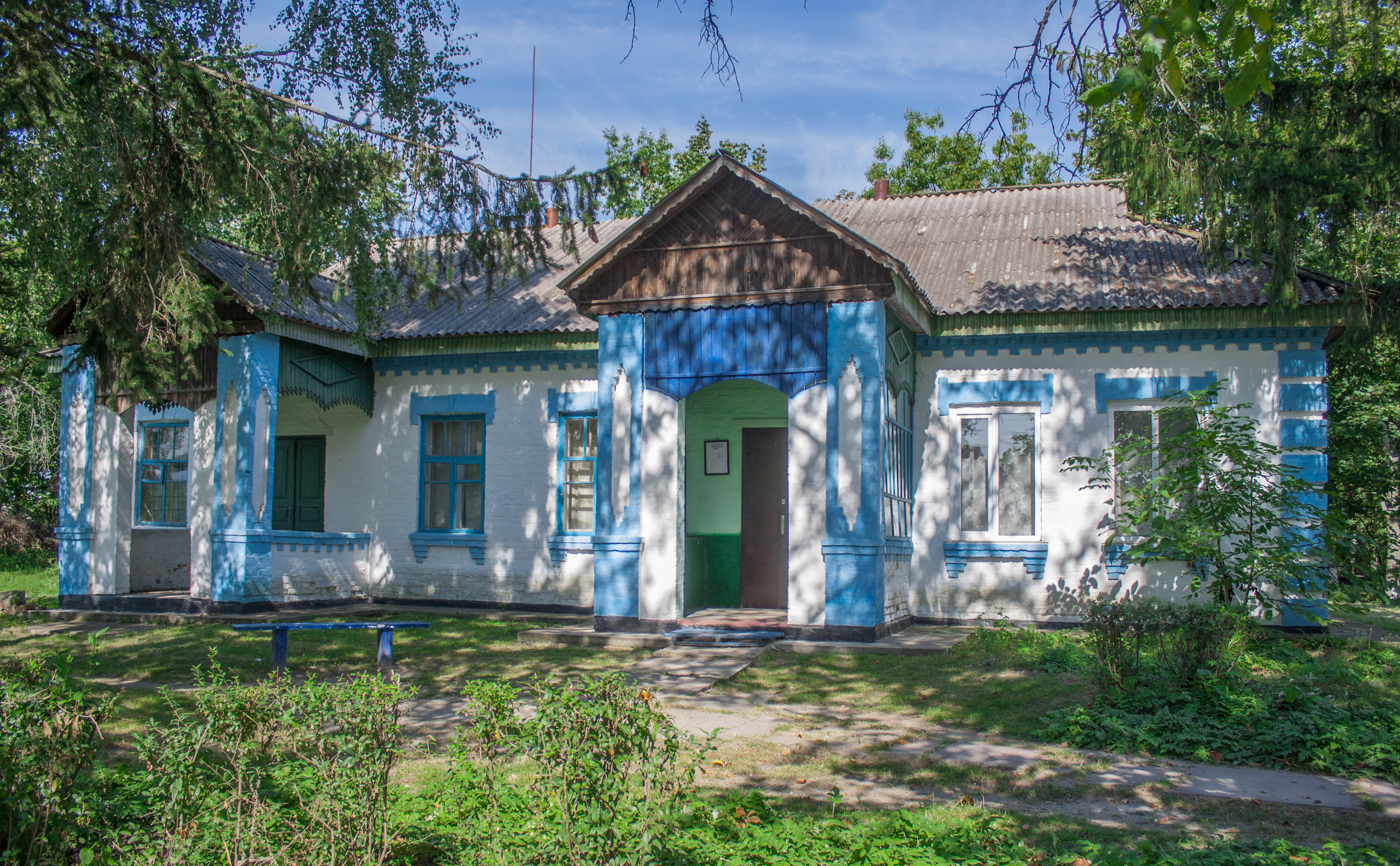
ФАП
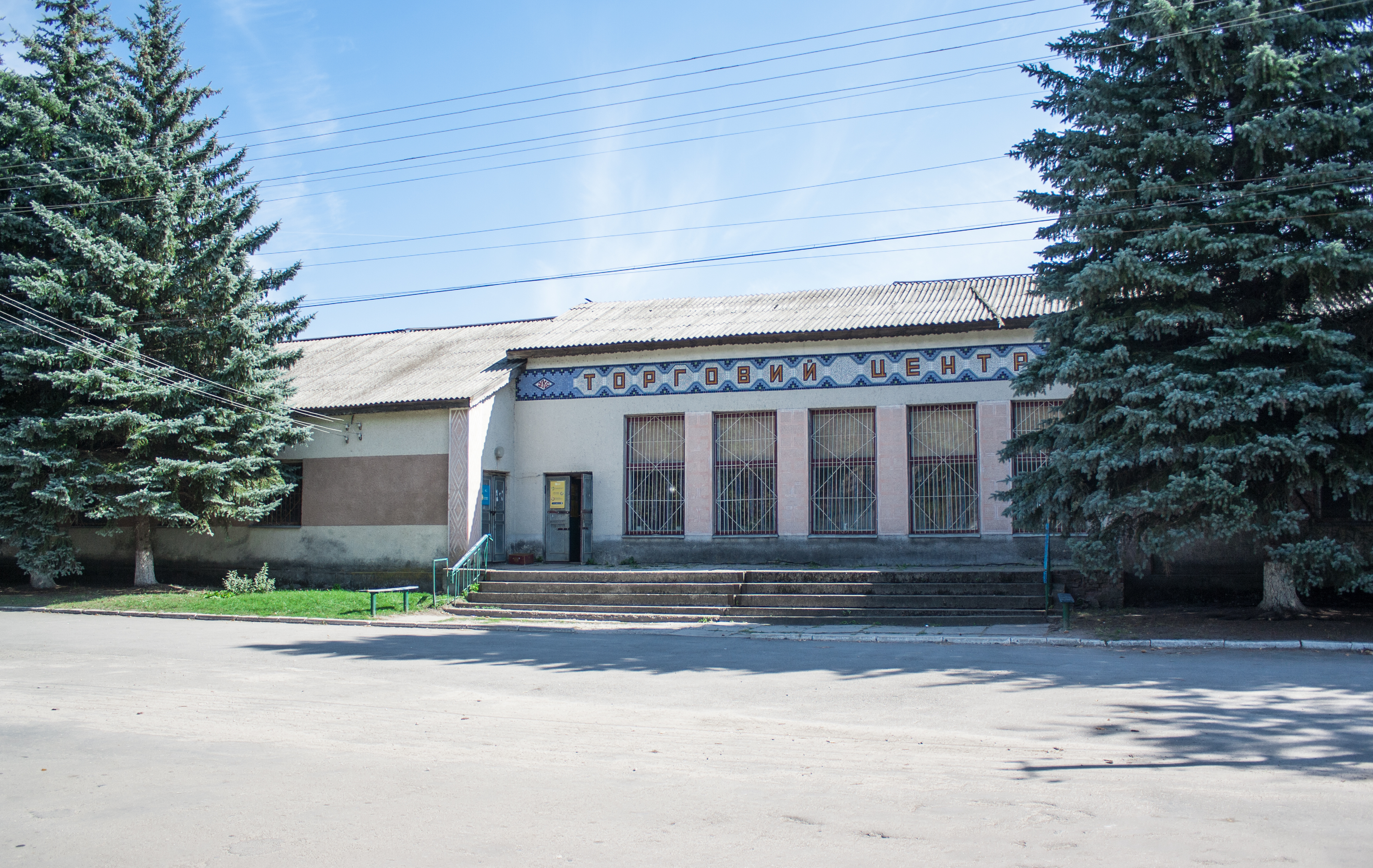
Магазин
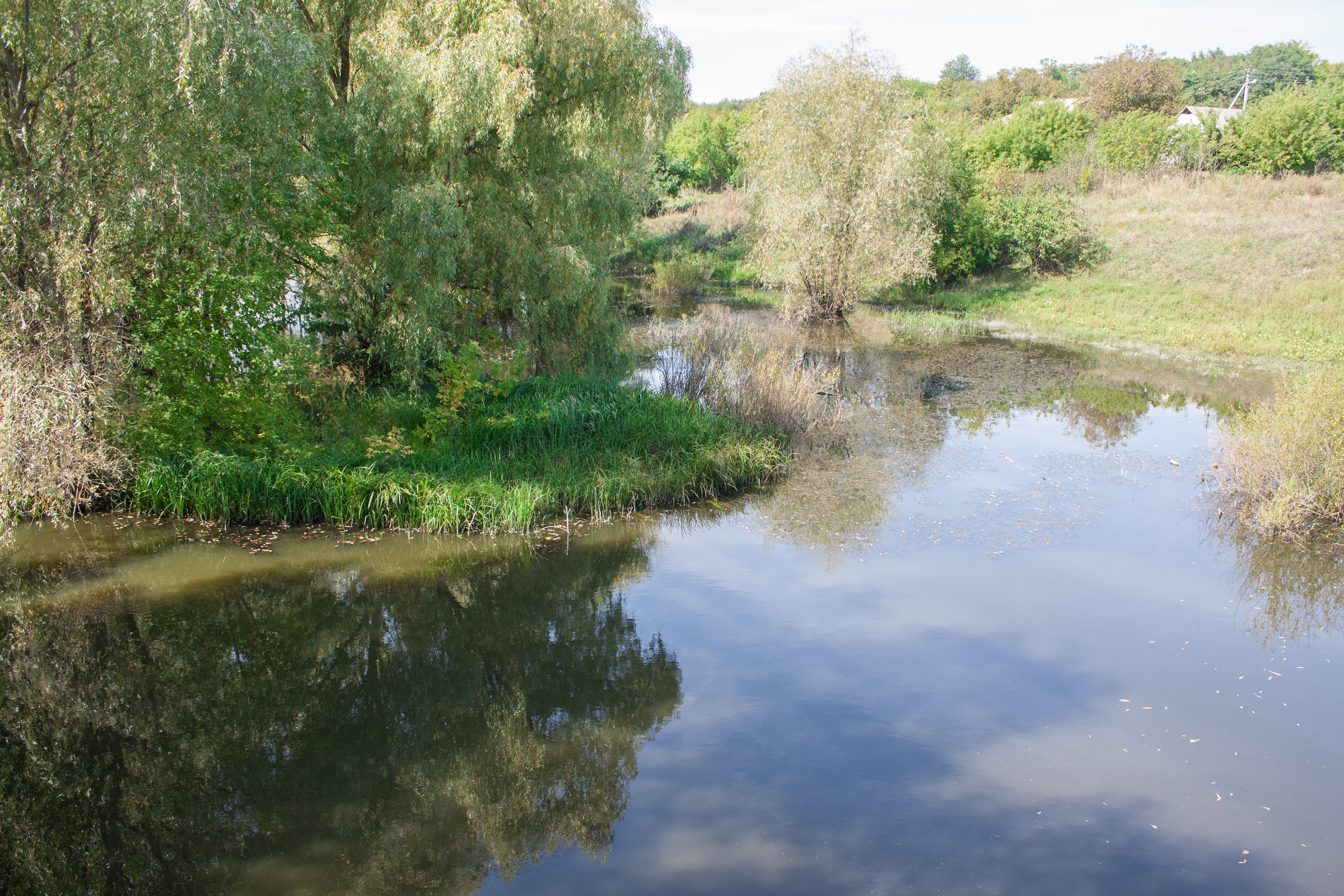
Річка Гірський Тікич
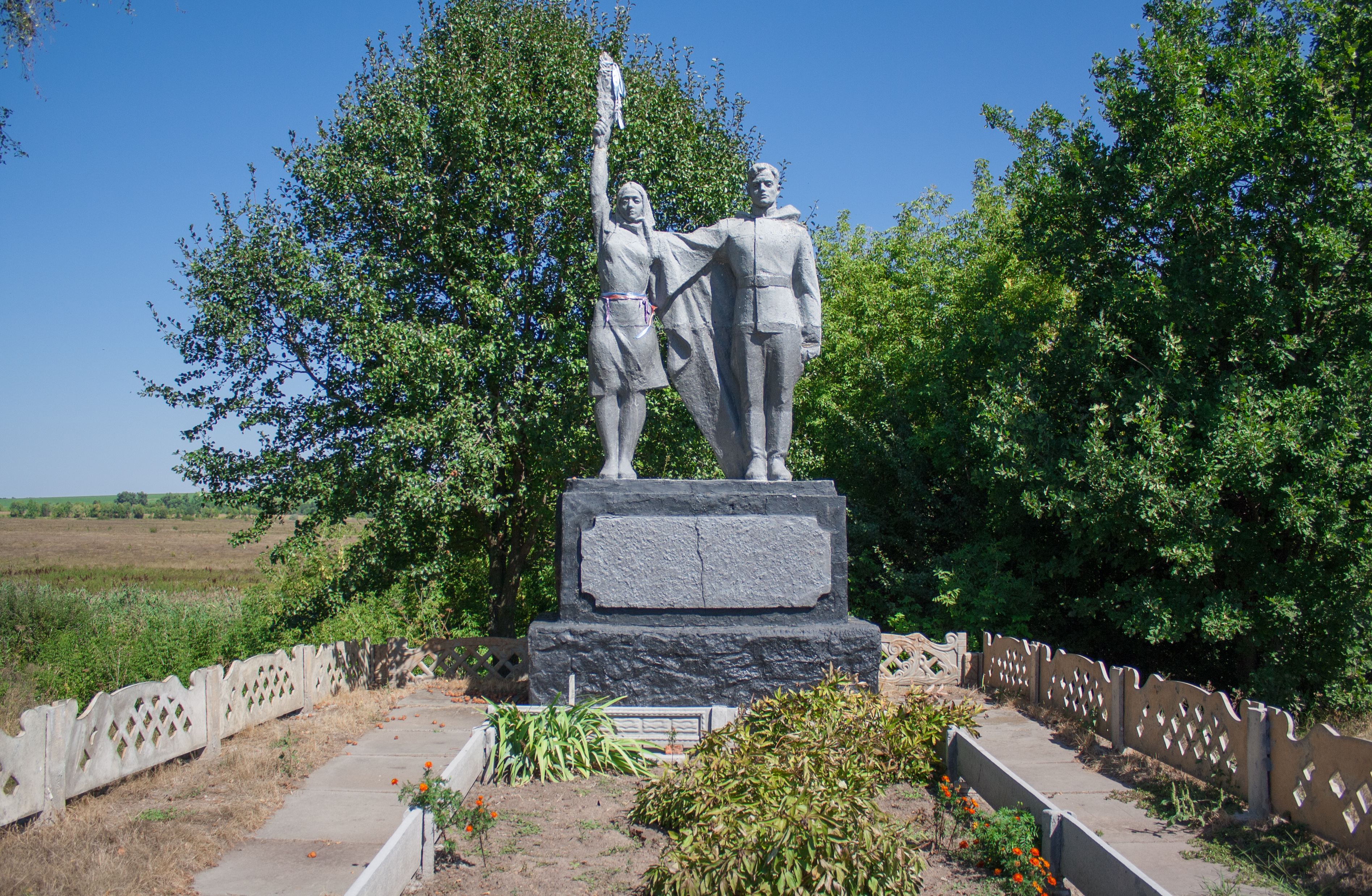
Пам’ятник воїнам-односельчанам
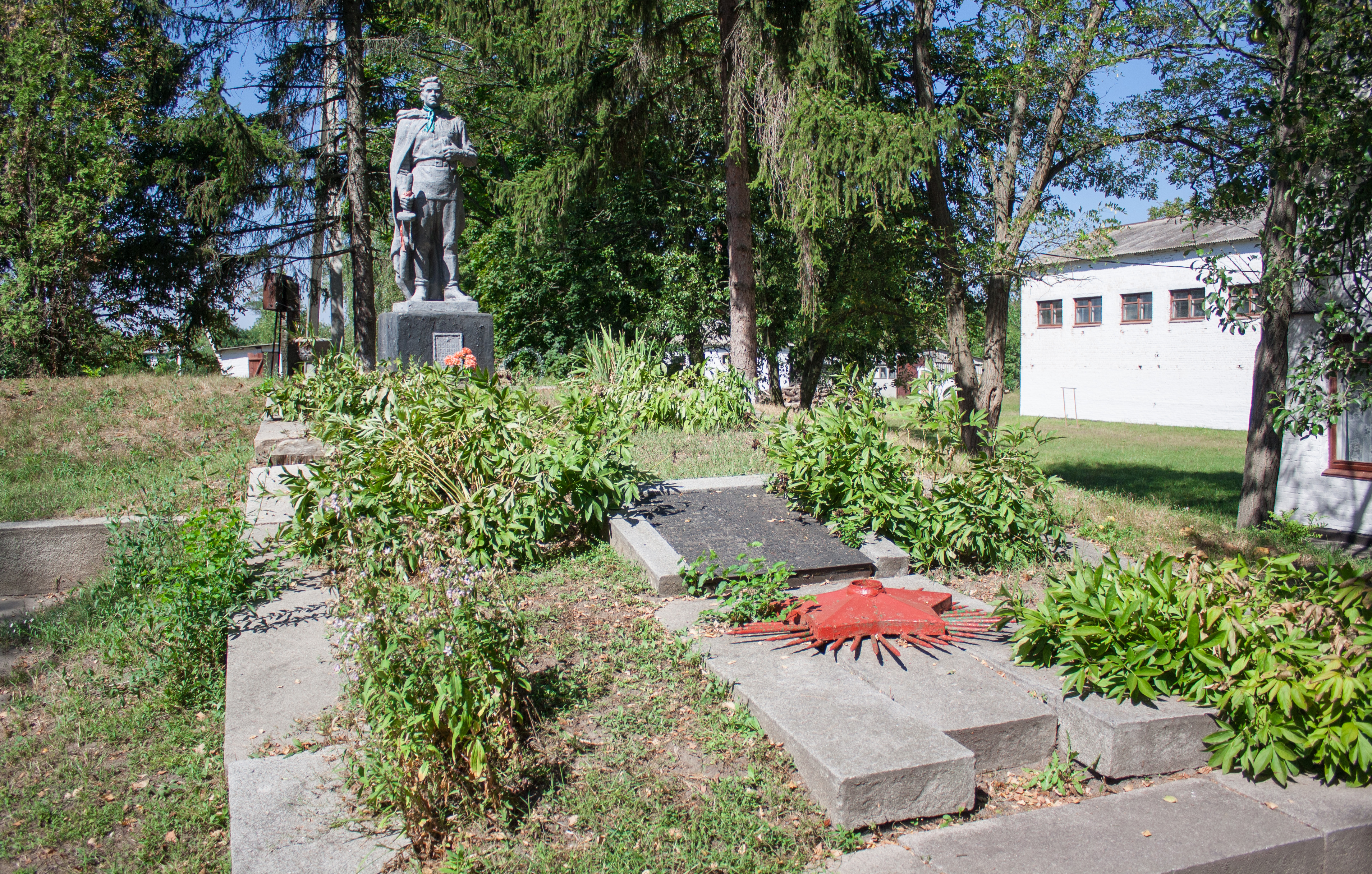
Братська могила радянських воїнів
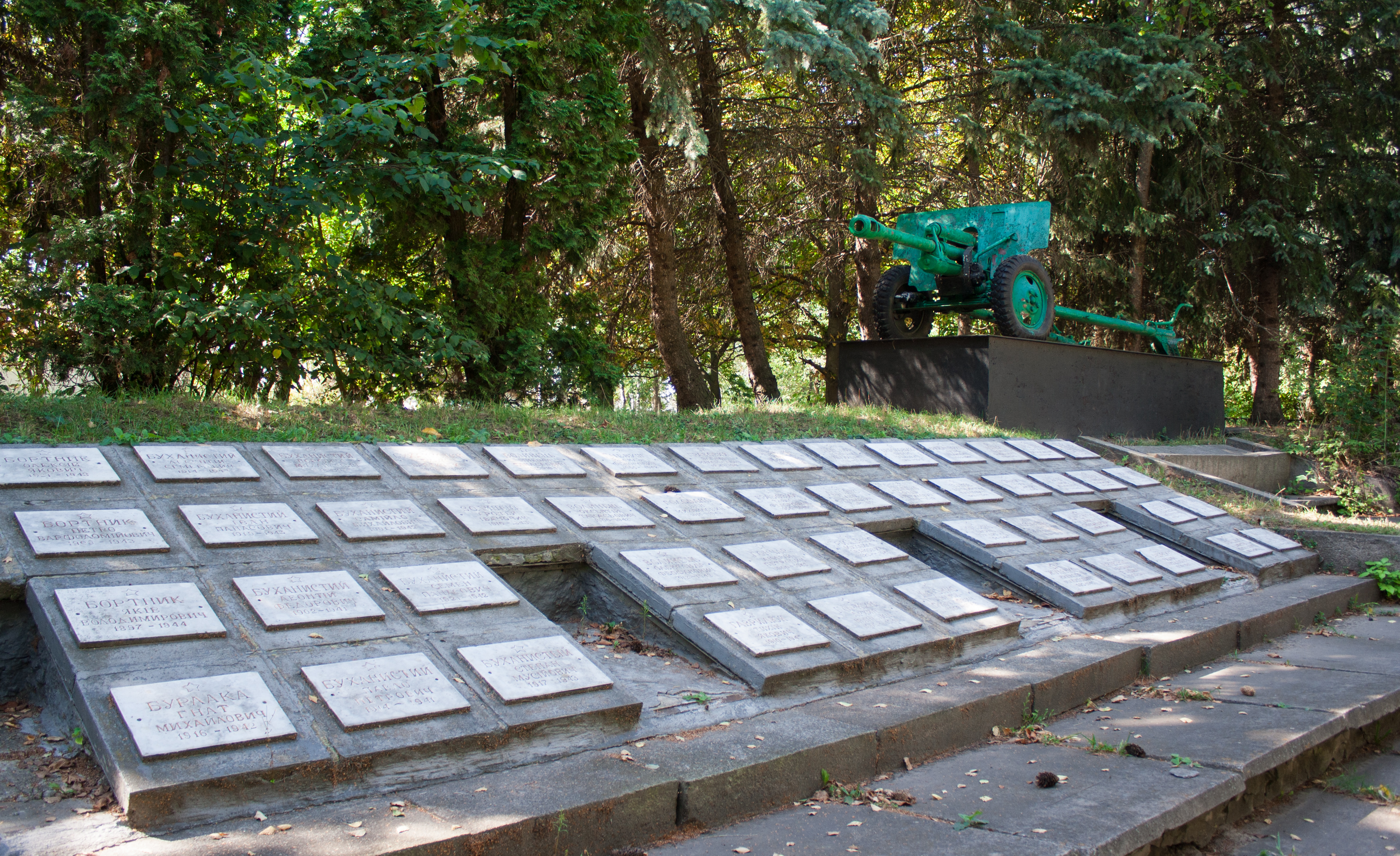
Гармата на честь воїнів-визволителів